# Please (album)
Please – debiutancki album studyjny duetu Pet Shop Boys wydany w 1986.

## Lista utworów
1. „Two Divided by Zero”
2. „West End Girls”
3. „Opportunities (Let’s Make Lots of Money)”
4. „Love Comes Quickly”
5. „Suburbia”
6. „Opportunities (reprise)”
7. „Tonight Is Forever”
8. „Violence”
9. „I Want a lover”
10. „Later Tonight”
11. „Why Don’t We Live Together?”